# Spaceship (canción)
«Spaceship» es una canción del rapero y productor estadounidense Kanye West, con la participación de los raperos estadounidenses GLC y Consequence. Fue publicada el 10 de febrero de 2004 como la sexta canción de su primer álbum de estudio, The College Dropout. Estaba previsto que fuera lanzado como sexto y último sencillo del álbum, pero este plan acabó siendo cancelado. 

## Composición y arreglos
La canción contiene un sample de «Distant Lover» de Marvin Gaye. The Verge interpretó que este sample utiliza tonos relajantes para mantener «Spaceship» con los pies en la tierra, incluso cuando se vuelve agresivo. La presencia de West en el coro marca uno de los primeros momentos en los que canta dentro de su carrera. Cuando West rapea sobre trabajar en Gap anteriormente en «Spaceship», la historia que se cuenta en el verso es realmente verdadera.

## Lanzamiento
«Spaceship» estaba originalmente programada para ser una canción de GLC producida por West, hasta que West se lo mostró a Plain Pat, quien insistió en que la incluyera en el álbum. Se cambió por «Good, Bad, Ugly» como la posición número seis de la lista de canciones original hasta la final. Originalmente se suponía que la canción sería lanzada como el sexto y último sencillo de The College Dropout, pero este plan fue cancelado debido a que el sello de West pasó a la promoción de su segundo álbum de estudio Late Registration (2005) en lugar de seguir adelante con el lanzamiento de ella como sencillo.

## Recepción de la crítica
Paul Cantor de Billboard elogió el sample de Gaye y la describió como “el telón de fondo para que Kanye y sus camaradas detallaran la necesidad de trabajos diarios para financiar sus sueños de rapear”. J-23 de HipHopDX expresó la opinión con respecto a «Spaceship» de que “tiene que ser la mejor de las adiciones, si no la mejor del álbum”.

### Clasificaciones
HotNewHipHop colocó la canción en el puesto número 35 en su lista de las 50 mejores canciones de Kanye West. Al clasificar sus 25 mejores versos de todos los tiempos, Complex posicionó el verso de «Spaceship» en la posición número 18. HotNewHipHop y Revolt clasificaron la canción en el puesto número 9 en sus listas de las canciones de The College Dropout clasificadas de mejor a peor. Vibe incluyó «Spaceship» entre las canciones más revolucionarias de West en diciembre de 2013, casi diez años después del lanzamiento de The College Dropout.

## Video musical
El 1 de junio de 2009, GLC publicó el vídeo musical inédito en su blog y se llamó a sí mismo, a West y a Consequence “jóvenes soñadores”. West también lo compartió en su blog dos días después y reveló que no estaba satisfecho con el video cuando lo dirigió hace cuatro años, pero West decidió que después de verlo en 2009, le gustó. Se filmó un video musical en 2005 porque la canción estaba originalmente programada para ser lanzada como el sexto y último sencillo del álbum principal. El vídeo está protagonizado por West como un trabajador en un centro comercial, con GLC desempeñando el papel de un compañero de trabajo y Consequence desempeñando el papel de un cliente.
El 26 de junio de 2020, West publicó el video en su sitio web para celebrar el anuncio del acuerdo de colaboración de 10 años de su marca de ropa Yeezy con The Gap.

## Legado
El 4 de junio de 2013, el rapero Alex Wiley lanzó «Spaceship II», con Chance the Rapper y GLC, en homenaje al original. Consequence revisitó la canción el 1 de marzo de 2017, con «Spaceship III», con Chance the Rapper, Alex Wiley, GLC y Chuck Inglish.